# Maserati 4CL
La Maserati 4CL, est une automobile sportive développée en 1939 par le constructeur automobile italien Maserati. Destinée à courir en Formule Voiturettes, c'est-à-dire moins de 1,5 l de cylindrée, la Maserati 4CL ne s'impose que rarement jusqu'à l'irruption de la Seconde Guerre mondiale. La "voiturette" a donné une saison 1947 particulièrement victorieuse grâce à Luigi Villoresi qui a conduit la 4CL dès 1939. Elle est améliorée en 1948 pour courir dans la discipline nouvellement créée, la Formule 1. Elle prend le départ de plusieurs courses de Formule 1 entre 1950 et 1952.